# Аветисян, Амаяк Аветисович
Амаяк Аветисович Аветисян (арм. Հմայակ Ավետիսի Ավետիսյան, 19 февраля 1912, Мандан, Османская империя — 27 ноября 1978, Ереван, Армянская ССР) — советский армянский живописец, график, член Союза художников СССР, педагог, профессор, заслуженный деятель искусств Армянской ССР (1960).

## Биография
Родился в 1912 году в селе Мандан Ванского вилайета, точная дата рождения неизвестна. В дни геноцида 1915 года единственный, чудом выживший из всей семьи Амаяк попал в один из сиротских приютов Еревана, а с лета 1920 по 1927 год находился в Александропольском детском приюте (известным под названием Полигон), организованным американским комитетом «Помощи на Ближнем Востоке». Рано пробудившаяся любовь к рисованию привела его в художественную студию при полигонской средней школе, где его первым учителем был живописец Степан Алтунян.
В 1927 г. поступил в Ереванское художественное училище (на третий курс), педагоги В. Ахикян, С. Агаджанян. Во время учёбы жил во II-ом Норкском детском доме. По окончании техникума с 1929 по 1931 год работал учителем в селе Корахбюр Гукасянского района и в Ленинаканской художественной школе.
В 1932 году осуществилась мечта художника — он поступил в Ленинградскую Академию художеств. Там он учился у К. И. Рудакова, Н. Э. Радлова, А. П. Остроумовой-Лебедевой, а с третьего курса — у Е. Е. Лансере и В. П. Белкина.
По окончании учёбы в 1937 году Аветисян вернулся в Ереван, вдохновленный идеей непосредственного участия в деле возрождения Армении, горя желанием творить и работать. С 25-го августа он приступил к работе в Ереванском художественном училище в качестве преподавателя рисунка и композиции. В том же месяце он женился на подруге детства по Полигону, Араксии Унанян, впоследствии ставшей одним из ведущих специалистов республики по дошкольной педагогике.
В 1939 году он вступил в Союз художников Армении, членский билет № 23. В том же году участвовал в выставке «Изобразительное искусство Армянской ССР», состоявшейся в дни декады армянской литературы и искусства в Москве (7 работ).
1940—1941 годы были отмечены новыми достижениями, участием в нескольких выставках: юбилейная выставка, посвященная 20-летию Советской власти в Армении, выставка графической секции, выставка передвижной мастерской, выставка этюда и др. Весной 1941 года в Доме художника Армении состоялся отчетный творческий вечер А. Аветисяна, Б. Колозяна и Е. Саваяна.
Однако недолго длилась эта мирная, творческая жизнь. Началась Великая Отечественная война, и с первых же дней войны и до октября 1945 года Аветисян служил в рядах Советской Армии. Был принят в ряды КПСС. В условиях фронтовой жизни продолжал заниматься творчеством. В 1943 году стал членом Союза художников СССР.
В 1945 году в Ереване был основан художественно-театральный институт, в котором со дня его основания и до конца своей жизни Аветисян преподавал рисунок. С 1968 года он преподавал также живопись в Ереванском государственном педагогическом институте им. Х. Абовяна. Благодаря исключительному таланту педагога, он взрастил и воспитал несколько поколений выдающихся армянских мастеров, среди них ставшие впоследствии действительными членами АХ СССР, народными и заслуженными художниками РФ и Армении Гукас Чубарян, Мкртич Седракян, Анатолий Папян, Ара Арутюнян, Ованнес Шарамбеян, Закар Хачатрян, Ваграм Хачикян, Хачатур Искандарян, Вагинак Асланян, Рубен Адалян и многие другие.
Умер 27 ноября 1978 года. Похоронен на Спандарянском кладбище Еревана. Хачкар на могиле художника выполнен скульптором Нельсоном Ширваняном.

## Творчество
За свою творческую жизнь, длившуюся почти полвека, художник создал сотни живописных и графических произведений. Искусство Амаяка Аветисяна складывалось и развивалось в русле реалистической традиции. Все творчество художника — это история его жизни, ставшая отражением целой эпохи. Пережитое в детском возрасте душевное потрясение — безвозвратная утрата родины, семьи, детские и юношеские годы, проведенные в сиротских приютах, сохранившиеся на всю жизнь первые тягостные впечатления - нашли отражение во многих его работах («Сирота», 1927, «Из будней прошлого», 1960). В 1965 г., к 50-й годовщине геноцида армянского народа Аветисян создал монументальную композицию «Признательны». Среди его исторических и сюжетно-тематических работ особое место занимают «Освободители» (1956), «Заря» (1972), «Солдаты свободы» (1976), а также произведения посвященные ленинской теме: «В. И. Ленин и М. Горький  на острове Капри» (1950), «Накануне» В. И. Ленин (1963), «С учителем» В. И. Ленин и А. Мясникян (1967), «Выступление Богдана Кнунянца на II съезде РСДРП в 1903 г. в Лондоне» (1969).
Созданные художником многочисленные портреты отличаются высокой степенью обобщения и глубиной постижения человеческой природы. Необычайно широк круг изображенных им лиц как в историческом, так и в социальном и даже возрастном плане. Здесь и деятели армянской культуры Месроп Маштоц (1962), Хачатур Абовян (1956), Раффи (1965), представители армянской советской интеллигенции В. Аджемян (1958), Л. Зорабян (1959), В. Папазян (1967), Х. Даштенц (1969) и др., собратья по искусству А. Коджоян, К. Мецатурян, Э. Исабекян, Р. Хачатрян и многие др., рабочие, труженики земли («Слесарь ленинаканского депо М. Гюльназарян» (1957), «Дядя Манук из села Веди» (1961), «Колхозница» (1960) и т. д., портреты детей («Ануш» 1964, «Ирочка Пахлавуни» 1964), родных и близких («Дарящая жизнь» 1938, «Портрет моей жены — Араксии» 1940, портреты дочерей Анаит (1957, 1958, 1960) и Арменуи (1957, 1958). Среди групповых портретов («Подруги» 1962, «Коммунистическая молодёжная организация „Спартак“» 1971) особым настроением выделяется картина «Не вернулись» (1975), посвященная погибшим в Великой Отечественной войне друзьям-художникам. В автопортретах раскрывается творческая личность художника: мягкий и уступчивый в быту, он бескомпромиссно отстаивал свою ценностную ориентацию и убеждения в искусстве. Долгое время некоторые произведения Аветисяна находились под запретом, в их числе «Накануне», «Признательны», «Бабушка из Мусалера» (1955), «Слесарь ленинаканского депо Р. Акопян» (1957).
Огромно наследие Аветисяна и в области пейзажа. Эти произведения позволяют проследить его творческую эволюцию, раскрывая многообразие мыслей, переживаний и настроений художника. Здесь и горестные размышления о трагических событиях нашей истории («Затмись, луна» 1973, «Арич. Ночь» 1974, «Техер» 1975), и мучительная ностальгия («Родина художника — село Мандан Ванской губернии» 1973), обвинение и боль за губительное отношение к природе («Протест Севана» 1966), и овеянные мягким лиризмом пейзажи («Пасмурный день в селе Берд» 1968, «Дорога, ведущая к церкви Марине» 1972), а также полные гармонии, излучающие радость бытия произведения («Бжни» 1952, «Солнечный день. Село Цаккар» 1965, «Техер. Церковь Богородицы» 1974, «Варденис. Карчахпюр» 1977). В пейзажах художника, так же как и портретах, с особой силой проявился талант Аветисяна — живописца и графика.
Произведения Амаяка Аветисяна хранятся в Национальной галерее Армении и её филиалах, в Музее литературы и искусства им. Е. Чаренца, в Музее изобразительного искусства Ванадзора и других государственных учреждениях Армении, а также в музеях Комсомольска-на-Амуре, Ульяновска, в Академии Сарьяна в Алеппо и в частных коллекциях как в Армении, так и за рубежом.

## Выставки
В 1931 году впервые участвовал в республиканской выставке «Советская Армения за 11 лет». С 1939 года, за исключением военных лет, участвовал во всех республиканских, а также во многих всесоюзных выставках в Москве, Ленинграде. Работы художника экспонировались в Латвии, Эстонии, Молдавии, Грузии и др. В 1957 году издательство «Советский художник» выпустило в виде почтовой открытки картину «Освободители», экспонировавшейся в Москве в 1956 году, в дни декады армянского искусства и литературы. В 1974 году в Доме художника Армении состоялась юбилейная персональная выставка Амаяка Аветисяна. Там же, в 1985 году состоялась посмертная выставка художника. На ней было представлено более 200 живописных и графических произведений. Выставка пользовалась большим успехом, была многолюдна до последнего часа и получила широкий резонанс в средствах массовой информации. Полный список выставок с участием Аветисяна (73 выставки), а также полная библиография находятся в рукописно-мемориальном отделе Национальной галереи Армении и в Национальном архиве Армении.

## Награды и звания
- Медаль «За победу над Германией в Великой Отечественной войне 1941-1945 гг.» (1945);
- Орден «Знак Почёта» (1956);
- Заслуженный деятель искусств Армянской ССР (1960);
- Медаль «Двадцать лет победы в Великой Отечественной войне 1941-1945 гг.» (1965);
- Звание доцента (1966);
- Почётная грамота Министерства культуры Армянской ССР за долголетнюю безупречную работу в деле воспитания подрастающего поколения и в связи с 50-летием со дня основания Ленинаканской художественной школы имени С. Д. Меркурова (1971);
- Почётная грамота за заслуги в деле подготовки кадров армянского театрального и изобразительного искусств и в связи с 25-летием Ереванского государственного художественно-театрального института (1971);
- Почётная грамота Верховного Совета Армянской ССР за заслуги в деле развития советского изобразительного искусства и в связи с 60-летием (1972);
- Звание профессора (1977).